# حسین البیشی
حسین البیشی (انگلیسی: Hussein Al-Bishi؛ زادهٔ ۱۳ نوامبر ۱۹۶۶) یک بازیکن فوتبال اهل عربستان سعودی است.
از باشگاه‌هایی که در آن بازی کرده‌است می‌توان به عربستان سعودی اشاره کرد.

## تیم ملی
وی همچنین در تیم ملی فوتبال عربستان سعودی بازی کرده است.